# Sociopat
Sociopat  je naziv za osobu oboljelu od antisocijalnog poremećaja ličnosti. Oni nisu psihički ili fizički bolesni, već imaju kriva moralna i ostala uvjerenja. Nepoznati su im osjećaji krivnje, sućuti, kajanja itd. Ako se otkrije na vrijeme, poremećaj se može ispraviti.
Simptomi su okrutnost prema životinjama, piromanija, te okrutnost prema drugima.